# District de Lundu
Le district de Lundu (malais : Daerah Lundu) est un district administratif de l'État malaisien du Sarawak, qui fait partie de la Division de Kuching. La capitale du district est dans la ville de Lundu.

### Liens connexes
- Districts de Malaisie